# پروتاکتینیم

پروتاکتینیوم در جدول تناوبی

پروتاکتینیوم عنصر ۹۱ با معادل انگلیسی Protactinium و نماد: Pa است.

## تاریخچه
این عنصر رادیو اکتیو به سال ۱۹۱۷ توسط هان و لیزه مایتنر و به‌طور جداگانه در سال ۱۹۱۸ توسط سادی و کرنستون کشف شد. این عنصر را سرچشمه آکتینیم می‌دانند که توسط نشر ذره آلفا تولید می‌شود. ابتدا به پیشنهاد اسفتن مایر و به افتخار مایتنر قرار بود نام آن «لیزونیوم» یا «لیزوتونیوم» نامیده شود.

### ریشه نام
پروتاکتینیم یعنی نخستین اکتینیم (نام یونانی protos به معنی اصلی، نخستین است)

## خواص
جامد بلوری با جلای نقره‌ای، عنصری رادیواکتیو با عدد اتمی ۹۱ عضو سری اکتینید. جرم اتمی ۲۳۱٫۰۳۵۹ ظرفیت‌ها ۴ و ۵ دارای سیزده ایزوتوپ ناپایدار است که دوتای آن به‌طور طبیعی یافت می‌شوند. سخت و سفید است، نقطه ذوب نزدیک ۱۶۰۰ درجه. برای مقاصد تجاری بسیار کمیاب است. با هالوژنٰ‌ها ترکیب‌های مختلفی می‌دهد.

## احتیاط
ماده رادیواکتیو به شدت سمی است.

## طرز تهیه

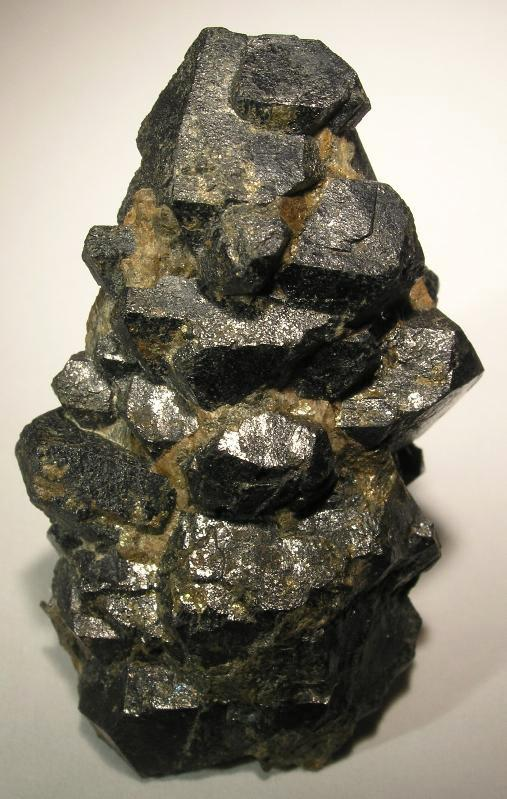
کانی اورانینیت حاوی عنصر پروتاکتینیم

پروتاکتینیم در همه کانی‌های اورانیوم یافت می‌شود. حدود ۳۴۰ میلی‌گرم از یک تن استخراج می‌شود. پروتاکتینیم ممکن است با تابش توریم-۲۳۰ ایجاد شود. تصفیه و جداسازی آن به کمک تبادلگر یونی و روش‌های استخراج حلال انجام می‌گیرد. ایزوتوپ طویل العمر آن پروتاکتینیم-۲۳۱ با تابش آلفا تباهی می‌باد و دارای نیم عمری در حدود ۳۳۰۰۰ سال است. پروتاکتینیم ممکن است به صورت فلویورید پروتاکتینیم دی پتاسیم یا اکسید پروتاکتینیم ته‌نشین شود. این فلز را می‌توان به کمک احیای PaF۴ با باریم یا با گرما دادن PaF۴ در خلأ تهیه کرد.